# Valientes (telenovela espagnole)
Valientes est une telenovela espagnole, co-produite par Zebra Producciones. C'est une  adaptation de Valientes, telenovela argentine, pour la chaîne Cuatro. Elle est émise pour la première fois le 25 janvier 2010. Elle a succédé à Fama, ¡a bailar!.

## Synopsis
Il y a vingt-cinq ans, Lorenzo Gómez Acuña (Héctor Noas), l'homme le plus puissant d'une ville proche de la capitale, a changé le destin des trois frères Soto. Il a confisqué au père des jeunes, les terres que celui-ci travaillait et qui constituait l'unique obstacle à son grand projet immobilier. Il a laissé Pedro Soto impotent et sans ressources pour élever ses enfants. Trompé, trahi et désespéré, Pedro décide de quitter la vie, sans rien dire à ses fils. Sans autre famille pour les accueillir, les trois enfants –Leo (Julián Gil), Pablo (Marco de Paula) et Mario (Michel Gurfi)- sont séparés et donnés en adoption à trois couples sans relation entre eux. Les années passent. Leo, l'aîné des frères, qui a passé sa jeunesse en Amérique, rentre au pays natal et décide de les réunir avec l'intention de se venger de Lorenzo. Mais ce n'est pas une tâche facile : la piste du frère cadet, Pablo, se perd dans un minuscule village au nord de Jaén et Mario, le plus jeune, a été adopté par un couple de la ville et après une jeunesse difficile, il a émigré en Argentine où il est incarcé pour un délit mineur.
Motivé par la vengeance, Leo réunira ses frères pour démarrer une nouvelle vie sous une fausse identité et démasquer Don Lorenzo Gómez Acuña. Mais en chemin, il va découvrir une difficulté sur laquelle ils n'avaient pas compté : le plan de Leo passe par l'utilisation des filles de l'homme d'affaires pour récupérer les biens confisqués. Mais il ne pensait pas qu'entre les uns et les autres pouvait surgir l'amour. Isabel et Pablo finiront par se marier et attendre un enfant. Mario s'en ira seul et amer...

## Distribution
- Julián Gil : Leonardo Soto[2]
- Marta Belmonte : Juana Gómez-Acuña
- Thaïs Blume : Isabel Gómez-Acuña
- Marta Milans : Alba Varela / Alba Gómez-Acuña Varela
- Marco de Paula : Pablo Soto
- Michel Gurfi : Mario Soto
- Héctor Noas : Lorenzo Gómez-Acuña
- Elvira Lomba : Laura de Gómez-Acuña
- Belinda Washington : Alicia Varela
- Paca López : Mercedes
- Alberto Rubio : Borja
- Gale : Jorge
- Vicente Renovel : Huevo
- José Luis Díaz : Federico Santorcaz
- Alfonso Vallejo : Germán
- Belén Cascón : Raquel